# Сражение при Лаппо
Сражение при Лаппо — одна из битв в ходе русско-шведской войны 1808—1809 гг., которая состоялась 2 (14) июля 1808 близ Лаппо.

## Перед сражением
В середине июня 1808 года русские войска генерала Раевского вынуждены были отойти от Лилькюро к Сальми, оставив арьергард у местечка Лаппо (ныне Лапуа) на берегу одноимённой реки. Движение шведского отряда фельдмаршала Клингспора со стороны Нюкарлебю заставило русских очистить Лаппо, которое было занято авангардом шведов. Вслед за тем, после удачного для русских боя у Линтулакса, главнокомандующий граф Буксгевден приказал Раевскому 8 июля перейти в частное наступление.
Раевский усилил войска у Линтулакса, объединив их под начальством генерал-майора Янковича, и приказал атаковать отряд Фиандта, отступившего к Перхо, а чтобы облегчить Янковичу задачу, решил наступать на Лаппо, которое было занято слабым отрядом Эрнрота. 8 июля Раевский атаковал Лаппо частью овоих сил с фронта, направив в тыл две роты Великолуцкого полка. Хотя действия Раевского и оказались неудачными, но шведы вынуждены были очистить Лаппо и отойти на новую позицию, с которой, однако, также отступили, опасаясь нового обхода. Раевский занял Лаппо и, зная о превосходстве сил противника, решил в случае перехода шведов в наступление обороняться; он приказал Янковичу, разбившему в это время шведов у Перхо, отойти обратно к Линтулаксу, отправив Белозерский полк и один эскадрон гусар к Лаппо.
Клингспор, получив сведения о поражении Фиандта, колебался в своём намерении наступать, но, побуждаемый шведскими генералами и особенно начальником штаба Адлеркрейцем, решил двинуться вперёд. При этом он передал командование войсками генералу Адлеркрейцу, а сам, под предлогом отдачи распоряжений по устройству тыла, накануне боя отправился в Нюкарлебю.
Вечером 13 июля передовые части шведов оттеснили высланную вперёд русскую кавалерию, а с рассветом следующего дня противники начали одновременно наступление.

## Ход сражения
Авангард Раевского (полтора пехотного батальона с небольшой частью конницы) около 4:00 атаковал передовые части шведов, но вынужден был отступить и завязал упорный бой. Шведы заняли лес, который отделял равнину у Лаппо от поляны у деревни Каухавы, но продвинуться далее не могли, пока около 8:00 не подошли главные силы.
Выдвинувшаяся вперёд Саволакская бригада Кронстедта атаковала русский авангард и заставила его отойти до восточной окраины Лаппо, где русские удерживались до подхода остальных сил шведов, вынудивших его отойти на позицию, занятую основными войсками Раевского.
Раевский первоначально расположил войска впереди Лаппо, на северном берегу реки. Так как путь отступления отходил от правого фланга, то для обеспечения его Раевский поставил уступом впереди, севернее деревни Лиухтари, Великолуцкий пехотный полк с 4 орудиями, а два батальона, составлявшие его резерв, были выдвинуты восточнее, к опушке леса. Наконец, для прикрытия пути отступления были расположены около деревни Койола три роты Петровского пехотного полка. У деревни Лиухтари был устроен через реку Лаппо плавучий мост, а вдоль берега — колонный путь, укреплённый в топких местах фашинами.
Хотя силы Раевского не превышали 4100 человек при 15 орудиях, но он растянул их на 3 версты по фронту, чтобы заставить шведов принять бой на открытой равнине. Впереди фронта были высланы густые стрелковые цепи, скрытые кустарниками. Адлеркрейц, силы которого превышали 5000 человек, имел возможность направить главный удар на центр растянутой позиции русских и на их правый фланг, отрезая этим Раевскому путь отступления на Сальми и прижимая его к реке. Но он решил вести атаку одновременно на оба фланга.

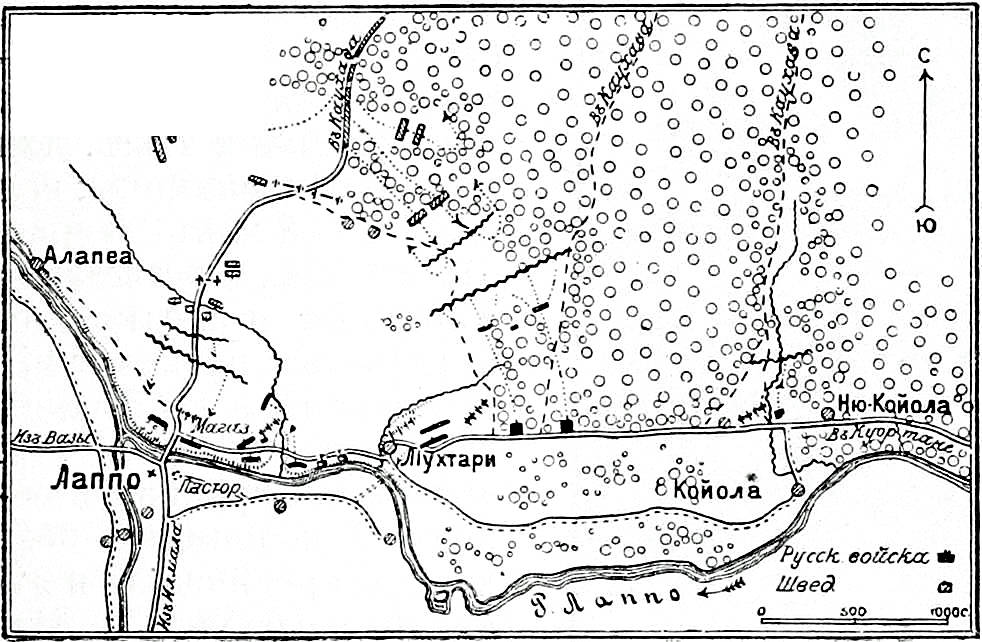
Театр военных действий
(рисунок из статьи «Лаппо»
«Военная энциклопедия Сытина»)

После незначительной артиллерийской перестрелки на русский левый фланг двинулась бригада Дёбельна, которая, попав под жестокий огонь, вынуждена была приостановиться. Адлеркрейц, опасаясь перехода русских в наступление против правого его фланга, задержал направленную для атаки правого фланга Раевского бригаду Гриппенберга и приказал части её выдвинуться в направлении на Алапеа, для прикрытия правого фланга Дёбельна. Бригада последнего, по-прежнему расстреливаемая, двинулась вперёд и, выйдя на северную часть деревни Лаппо, кинулась на штурм последней.
Встреченные здесь 23-м егерским полком, на поддержку которому прибыл вскоре Калужский мушкетерский полк, шведы не могли, невзирая на помощь своей артиллерии, овладеть этой деревней, пока не подоспели остальные атакующие части. Тогда русские начали отходить на южный берег реки Лаппо.
Таким образом, бой сосредоточился уже на левом фланге, куда Адлеркрейц и притянул большую часть сил. Вследствие этого против правого фланга Раевского оставалась только небольшая часть бригады Кронстедта. Раевский приказал теснить её и стараться обойти слева.
Шведы ввели в дело резерв, но держаться не могли, угрожаемые обходом 26-го егерского и Петровского пехотного полков. Адлеркрейц получил донесения об угрожавшей его левому флангу опасности в то время, как Дёбельну удалось утвердиться на северной окраине Лаппо.
Тогда он приказал Кронстедту ударить с резервом на правый фланг русских; Кронстедт вводил свои войска в бой по частям и не мог одержать успеха. Русские держались здесь до тех пор, пока весь отряд Раевского не начал отступления, вынужденный к этому значительным превосходством противника. Тем не менее, Раевский, отойдя на новую позищию впереди деревни Лиухтари, перешёл в контратаку, и только пожар в этой деревне заставил его отступить на Сальми.
Русские войска, слабо преследуемые шведами, в полном порядке отошли в этот день только к опушке леса восточнее деревни Нюкойола и остановились, готовые дать новый отпор противнику, но шведы отказались от атаки.

## Итоги сражения
В бою у Лаппо, продолжавшемся 13 часов, шведы потеряли 162 человека, а русские около 200 человек.
Результатом этого сражения было то, что шведы захватили в свои руки кратчайшие пути к Вазе, откуда могли получать подкрепления, поддерживая связь с флотом; русские же вынуждены были отойти на юг.
В тактическом отношении необходимо отметить целесообразные распоряжения Раевского, стремившегося ввести противника в заблуждение своим растянутым расположением и заставить его направить главный удар не на важнейший участок позиции. Адлеркрейц же, не оценивший истинного значения флангов русской позиции, вёл бой так как это было выгодно Раевскому.